# Stijn Meijer
Stijn Meijer (* 28. November 1999 in Aalsmeer) ist ein niederländischer Fußballspieler.

## Karriere
Nach seinen Anfängen in der Jugendabteilung des RKAV, von RODA '23, des FC Utrecht, des FC Twente Enschede, des CD Lugo und von Willem II Tilburg wechselte er im Sommer 2018 zu Almere City in die 2. niederländische Liga. Seinen ersten Profieinsatz hatte er am 20. August 2018, dem 1. Spieltag, als er beim 3:2-Auswärtssieg gegen Jong AZ Alkmaar in der Startformation stand und dabei das zwischenzeitliche 3:0 erzielte. Im Sommer 2019 wechselte er ligaintern zu Excelsior Rotterdam. Nach 39 Ligaspielen verließ er im März 2021 seinen Verein. Im Sommer 2021 schloss er sich dem Ligakonkurrenten FC Dordrecht an. Nach 33 Ligaspielen wechselte er im Sommer 2021 ligaintern zu PEC Zwolle. Da er für seinen Verein zu keinem Einsatz gekommen war, wurde er Ende Januar 2023 für den Rest der Spielzeit nach Deutschland an den Drittligisten SC Verl verliehen.